# Finance resource planning
Pour les articles homonymes, voir FRP.
Les FRP (en anglais finance resource planning) sont une catégorie de logiciels qui sont aux flux financiers ce que les progiciels de gestion intégrés (ERP) sont aux flux physiques. Ils incluent l'ensemble des progiciels experts nécessaires aux directions financières sur un référentiel commun :
- comptabilité
- rapprochement comptable du journal de banque avec le relevé de compte bancaire
- gestion des immobilisations
- déclarations fiscales
- trésorerie
- consolidation
- échanges bancaires